# RSA Insurance Group
RSA Insurance Group  （旧Royal and Sun Alliance）は、英国ロンドンに本社を置く多国籍損害保険会社である。 RSAは、イギリス、アイルランド、スカンディナヴィア、カナダで主要事業を展開している。現地パートナーのネットワークを通じて140カ国以上で保険商品とサービスを提供している。 顧客数は900万人。  RSAは、1996年にSun AllianceとRoyal Insuranceが合併して誕生した。

## 歴史
RSAは、1996年にSun AllianceとRoyal Insuranceが合併して誕生した。
2014年2月4日、RBSグループの元CEOであるスティーブン・ヘスター氏が、即日でRSAのCEOに就任することが発表された 。

2014/15年、ヘスター RSA の財務を強化するための大規模なリストラを主導した。多くの非中核海外事業を売却し、グループの規模をほぼ半減させ、戦略の焦点を中核市場に合わせることを目的とした

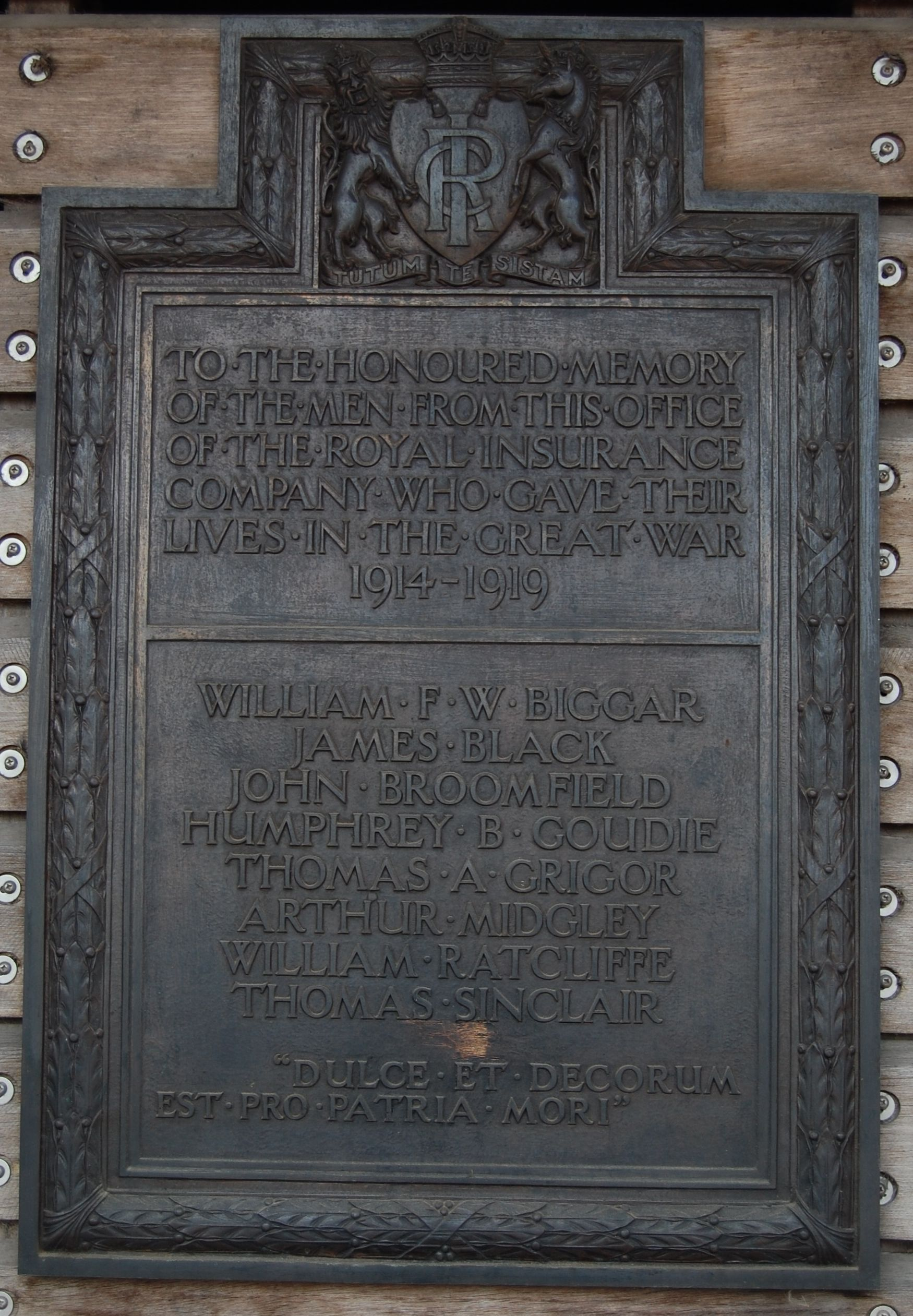
王立保険戦争記念館、現在は国立記念植物園に移転。
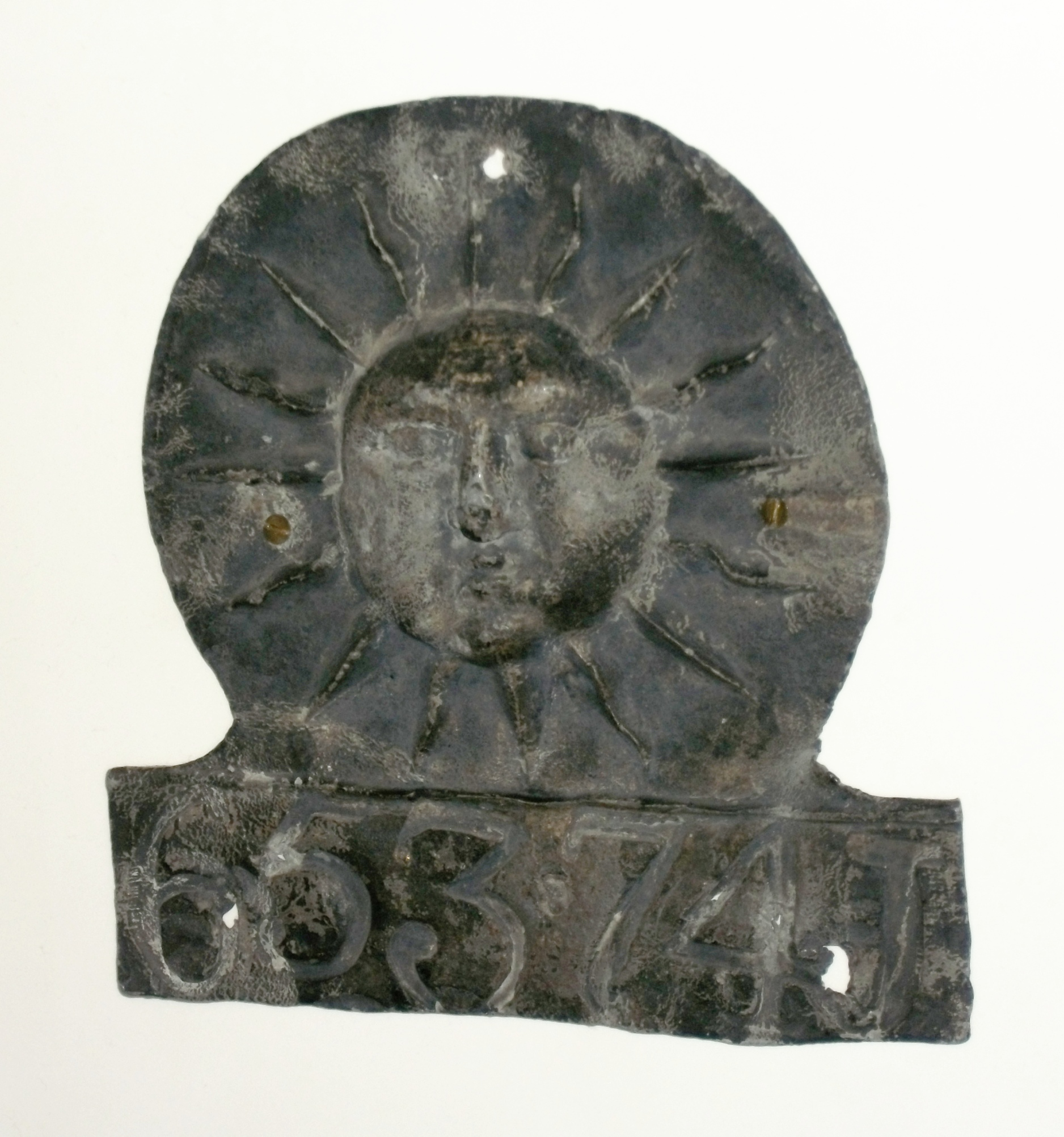
ベッドフォード博物館に展示されているSun火災保険のプラーク。
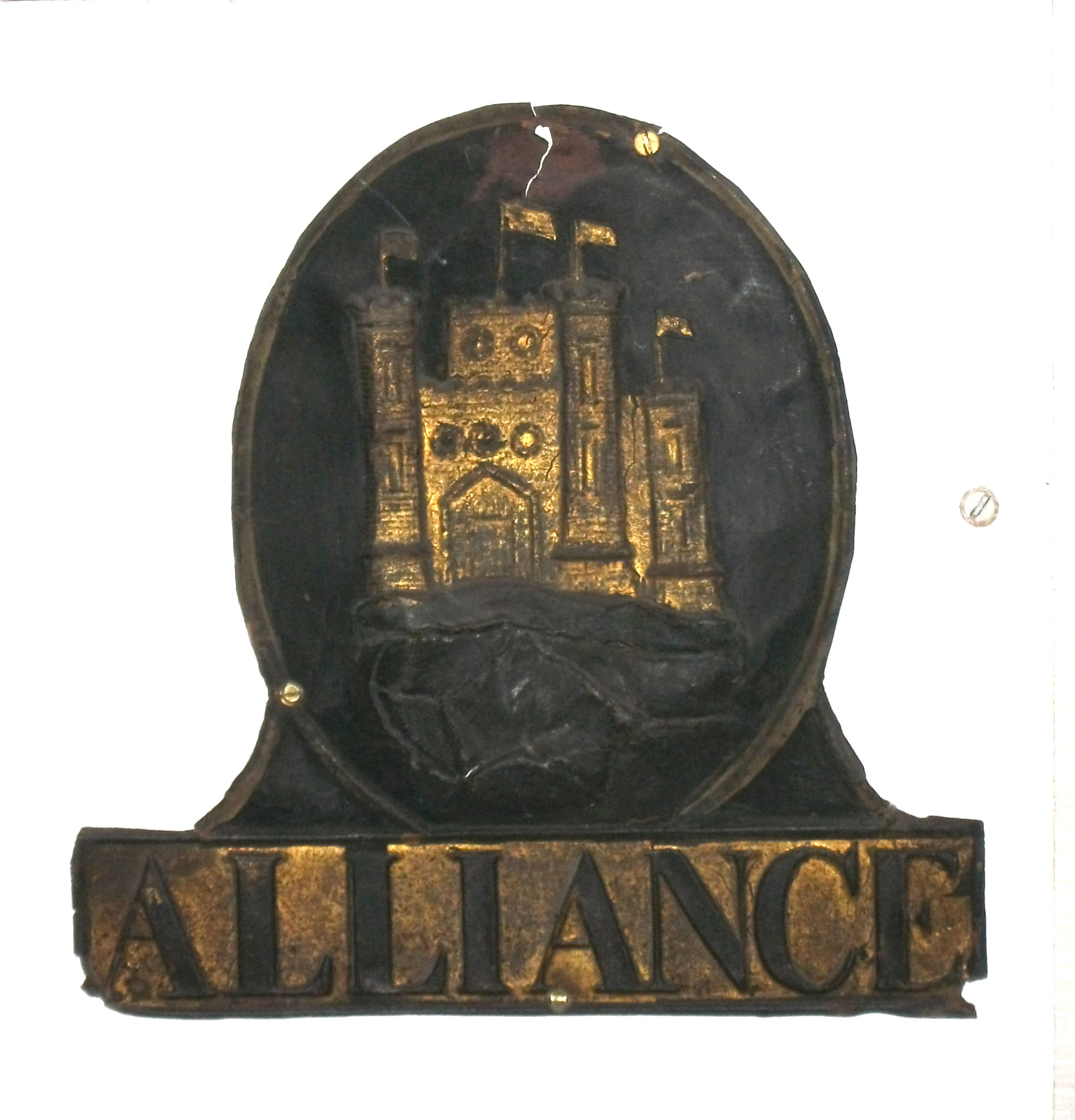
ベッドフォード博物館のAlliance火災保険のプラーク。
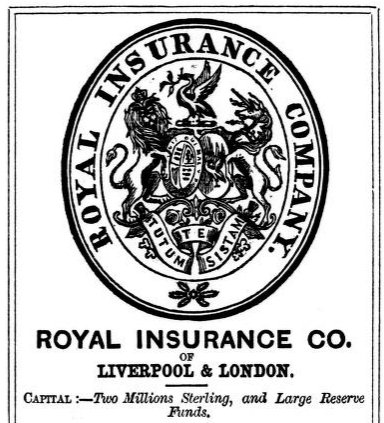
1857年にカナダで使用されたRoyalInsuranceのロゴ。
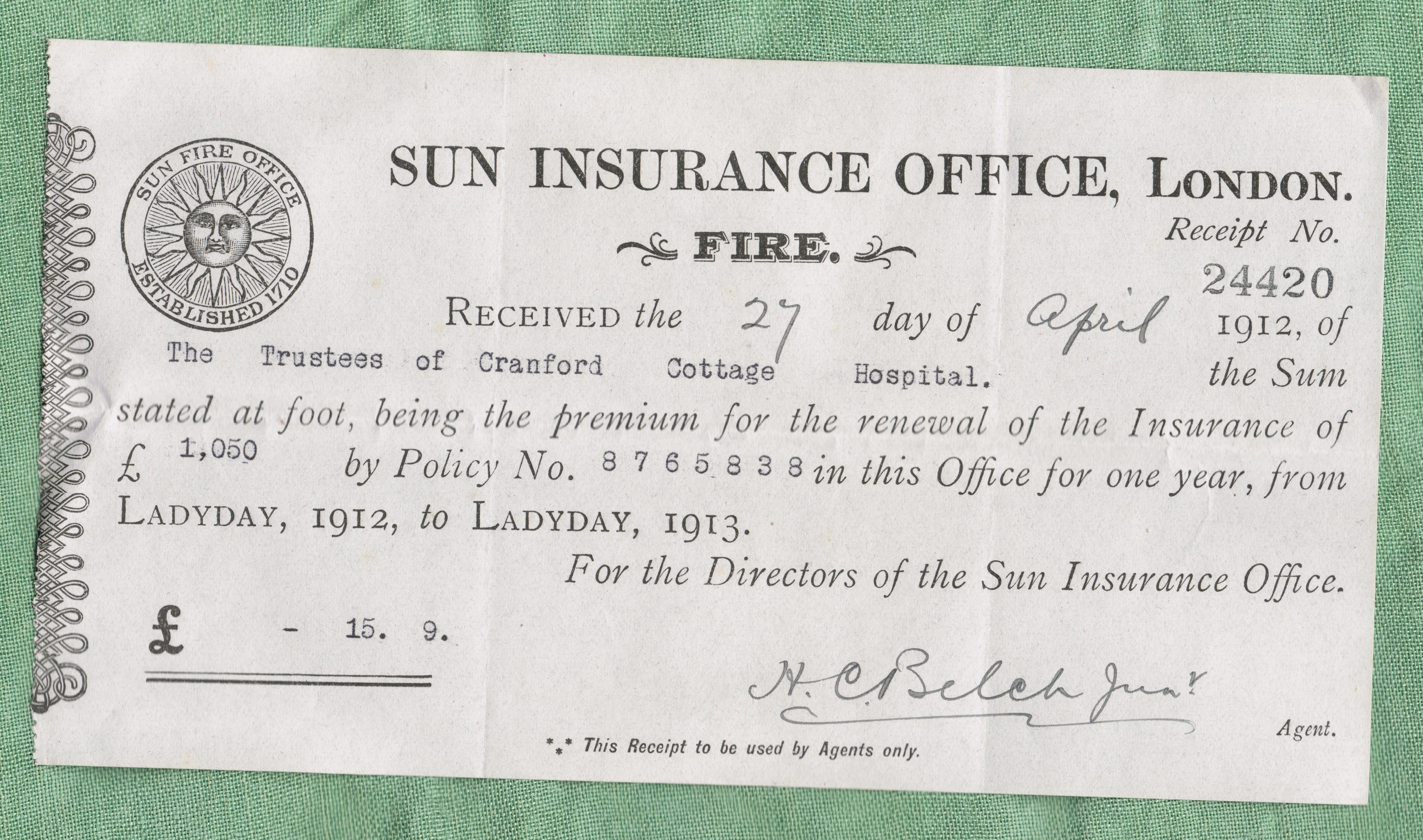
ミドルセックスのコテージ病院の領収書、1912年。

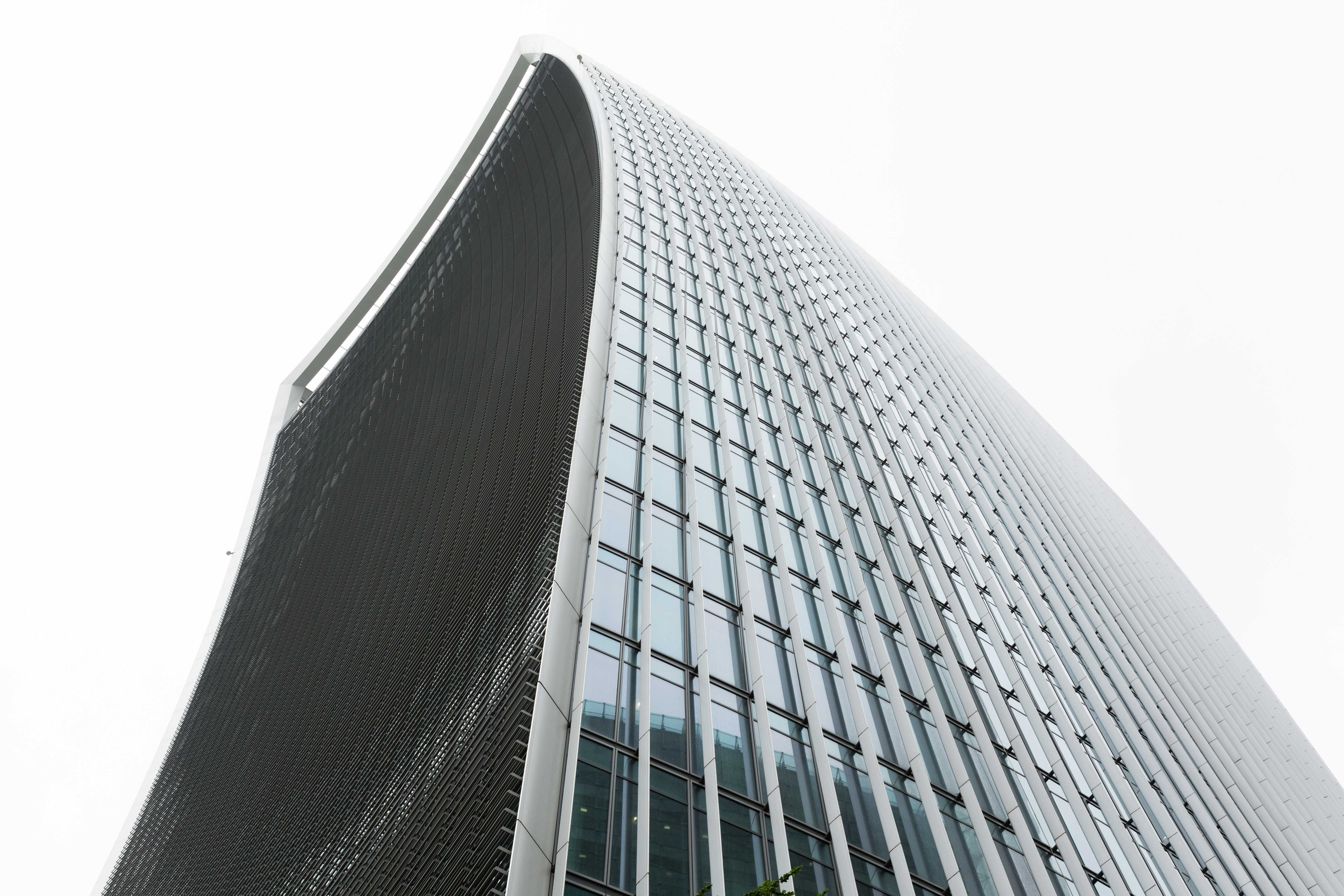
フェンチャーチ通り20番地にあるRSAのロンドンオフィス

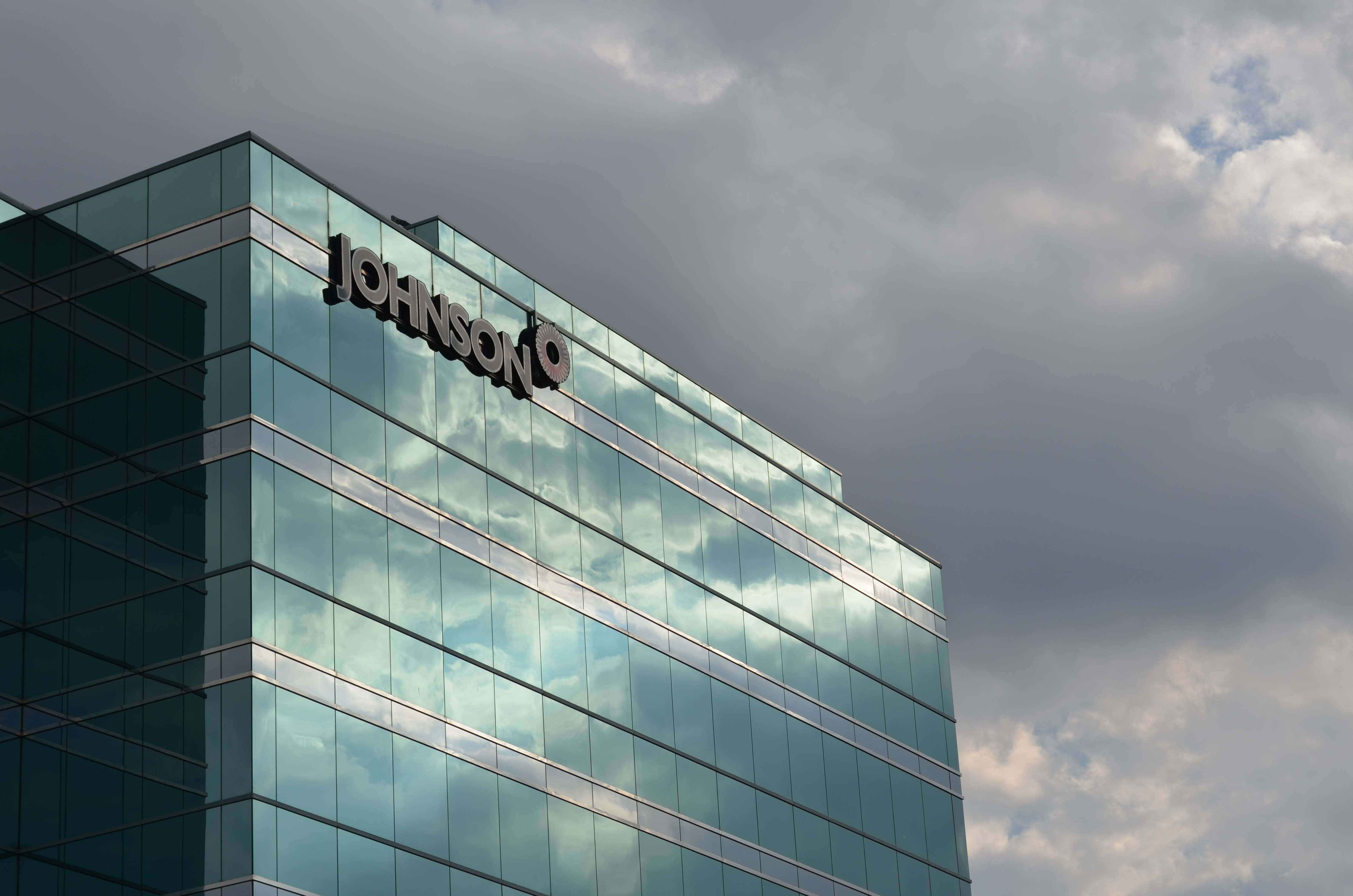
カナダのジョンソン（RSAグループが所有）オフィス

2015年9月、RSAはコロンビアの保険会社Grupo Suraに4億300万ポンドでラテンアメリカのすべての保険事業を売却した。
2020年11月には、デンマークの保険会社TrygとカナダのIntact Financial Corporationから72億ポンドの買収提案を受けた。この買収は、2020年の欧州における最大の買収案件の一つとされた。2021年6月、両社による買収が完了し、その傘下となった。

## 運営
RSAは28カ国で事業を展開し、現地パートナーのグローバルネットワークを通じて140カ国以上で保険商品とサービスを提供している。世界中で2000万人以上の顧客を抱える。
RSAは、英国で2番目に大きい損害保険会社である。そのグローバル本社は、シティ・オブ・ロンドン内のフェンチャーチ通り20番地にあり、「walkie-talkie」ビルの15〜17階を占めている。英国の登録事務所は、ロンドンフェンチャーチ通り20番地である。その他の主要な英国オフィスは、リバプール、ブリストル、マンチェスター、チェルムズフォード、グラスゴー、カーディフ、サンダーランド、ベルファスト、ピーターバラ、ハリファックス、バーミンガム、ホーシャムに置く。 「More Than」ブランドを含み、RSAは、2006年12月2日に、英国で最初のカーボンニュートラルな保険会社になることを発表した。
RSAは、イギリスの直販自動車、火災、ペット、旅行保険ブランドのMore Thanを所有しており、以前のLucky The Dogの広告や「MORE IS ...」キャンペーンで広く知られている。 More Thanはまた、More Than Business事業を通じて、バン、ビジネスカー、ショップ、オフィス、およびビジネス保険を販売している 。RSAはまた、デンマークとノルウェーのCODANブランド、カナダのJohnsonブランド、アイルランドの123+ブランド、スウェーデンのTrygg-Hansaブランド、サウジアラビアのAl-Alamiya、オマーンのAl-Ahlia、イギリスのMotabilityとInsurance Corporationブランドを所有している。 

### オフィス

#### アジア
- バーレーン
- オマーン
- サウジアラビア
- アラブ首長国連邦

#### 北アメリカ・カリブ
- カナダ
- アメリカ合衆国

#### ヨーロッパ
- イギリス
- アイルランド
- フランス
- ドイツ
- スペイン
- ベルギー
- デンマーク
- スウェーデン
- ノルウェー

## 不祥事
RSA Insurance Irelandの元スタッフ3名が、2012年にイギリスの会計検査機関が行った同社の財務不正行為に関する調査に関連した制裁で合計182,000ポンド（206,090ユーロ）の罰金を科せられた。

### アスベストの負債
2002年1月、Royal & Sun Allianceは、クライド造船所で働く労働者の石綿症に起因する傷害をめぐる訴訟に関与することとなった。労働者は、1972年から1977年の間にRSAがアスベスト製造会社のTurner & Newallに保険証書を発行したが、1969年の使用者責任（強制保険）法に違反して石綿症の補償を除外したと主張した。 RSAは、アスベスト関連の傷害は同社が引き受けを忌避するリスクであり、Turner & Newallは石綿症に対して自己保険をかけていたため、賠償責任を負うべきであるとして、保険契約から除外されたと回答した。
2002年2月、RSAはアスベスト損害賠償請求に備えてこれまでの二倍となる3 億 8400 万ポンドまで引当金を増額し、9 月 11 日の同時多発テロに起因する 2 億 1500 万ポンドの請求と合わせて2001 年の利益を帳消しにした  。RSA は、米国でのアスベスト保険請求に対する負債をカバーしようと、さらに 8 億ポンドを調達するために子会社 7 社を売却した。その後、Friends Ivory & Simeが、2002 年 5 月、RSA のイギリス籍の資産管理子会社を 2 億 4000 万ポンドで買収した。 RSA は、Equitable Lifeの破綻の原因となった保証年金の負債に対して引当金を 12 億ポンド準備しなければならず、また、年金の誤販売の調査報告の期限を守らなかったとして金融サービス機構から罰金を科せられたこともあり、状況はさらに悪化した 。 その2か月後、Friends Provident はマン島に拠点を置くRSAのオフショア保険会社International Financial Services Limitedを1億3,300 万ポンドで買収した。 2002年7月、RSAはグループのリスク事業をCanada Lifeに6000 万ポンドで売却した。 2002 年 8 月、RSA は生命保険事業を閉鎖せざるを得なくなり、1,200 人の雇用が失われた。
2002年11月、Turner & Newallは、アスベスト関連の疾患を患った元従業員に代わってRSAに対して訴訟を起こし、RSAが同社に雇用者責任保険を提供したため、保険会社が責任を負うと主張した。  RSAの会長であるSirPatrick Gillamは、コスト削減のため、米国事業のRSUIを売却し、「アジア太平洋地域の事業のほとんどを資金化し」、英国での総失業数を4000に抑えると述べた。この訴訟は2003年1月に高等法院で審理された。 RSAは、じん肺の補償を対象から外す保険契約の条項は、石綿症や腹膜中皮腫などの他のアスベスト関連疾患も対象外としていると主張した。 T＆Nを代表する勅選弁護士のコリン・エドルマンは、RSA社が提出した「軽率な」弁明は「ばかげている」とし、保険会社は「責任から逃れようとしている」とローレンス・コリンズ判事に語った。 2003年5月9日、裁判所はRSAに賠償請求の責任があるとの判決を下した。 2003年9月、RSA は英国で 1,000 人の雇用を削減し、さらなるアスベスト請求をまかなうために 9 億 6,000 万ポンドを株主に要求した。

### 膨らんだ修理費用
2011年9月、ロムフォード郡裁判所のPlatt判事は判決の中で、RSAが利益を膨らませるために自動車保険金請求プロセスの中に子会社を入れて費用を回収した方法を攻撃した。現在、いくつかの保険会社は、RSAの請求書の原本を見ることなく、RSAの支払い要求を拒否している。 2012年6月15日、RSA保険は高等裁判所の判決で成功を収めた。同社は、この判決は「その慣行は合法であるとみなされ、その立場が立証された」ことを意味すると述べた。アリアンツ保険は数時間以内にRSAを提訴した。それ以来、RSAは二者間協定の締結を開始した。最初の協定は2012年6月29日に協同組合保険と発表された。

### ヒルズボロ災害
ヒルズボロの悲劇として広く知られているイングランドFAカップの試合での死亡事故は、RSAが関与していた。観客の衝突により、96人の死者と766人の負傷者を出した。 Royal Sun Alliance Insurance Company（Sun Allianceとして1989年にシェフィールド・ウェンズデイフットボールクラブの保険会社であった）は、特権を放棄することを拒否したため、Hillsborough Independent Panelがその資料を閲覧することを拒否した。パネルに資料への機密アクセスを許可するように同社を説得するため、精力的な努力が払われたが、同社は態度を変えなかった。 RSAは、被害者や遺族に支払われた補償額に関する情報を公開する義務を負わないため、これを行う権利があった。いずれにせよ、その情報の公開は、ヒルズボロの悲劇の責任者の結果に影響を与えなかったであろう。